# Відухова (Свентокшиське воєводство)
Відухова (пол. Widuchowa) — село в Польщі, у гміні Бусько-Здруй Буського повіту Свентокшиського воєводства. Населення — 687 осіб (2011).
У 1975—1998 роках село належало до Келецького воєводства.

## Демографія
Демографічна структура на день 31 березня 2011 року:
|          | Загалом | Допрацездатний вік | Працездатний вік | Постпрацездатний вік |
| -------- | ------- | ------------------ | ---------------- | -------------------- |
| Чоловіки | 331     | 55                 | 224              | 52                   |
| Жінки    | 356     | 72                 | 180              | 104                  |
| Разом    | 687     | 127                | 404              | 156                  |